# Charles Ferdinand Ceramano
Charles Ferdinand Ceramano, pseudonyme de Charles Ferdinand Semain, né le 31 mai 1831 à Tielt (Flandre-Occidentale, (Belgique) et mort le 22 avril 1909 à Barbizon (France), est un peintre et illustrateur belge de l'École de Barbizon. 

## Biographie
Charles Ferdinand Semain est le fils de Philippe Sermain, décorateur de Courtrai et de son épouse Anna Gheysens, couturière née à Oudenaarde et habitant à Harelbeke ou ils se marièrent. Le couple, en 1829, quelque temps après leur mariage, s'installe à Tielt. C'est là que naîtront de leur union, entre 1830 et 1848, neuf enfants : Carolus (26 juin 1830-11 juillet 1830), Carolus Ferdinandus (31 mai 1831), Clementina (27 septembre 1833), Juliana Sophia (28 août 1835), Eduardus Didier (14 septembre 1837), Maria Ludovica (19 août 1839), Victorina (28 octobre 1841-Saint-Gilles, 1907), Octavia (26 novembre 1844) et Leonard (3 avril 1848).
Il entre en 1844-1845 à l'Académie des beaux-arts de Tielt nouvellement fondée et va perfectionner son talent pour le dessin.
La famille déménage le 6 novembre 1849 et s'installe à Bruxelles où il entre dans l'atelier du peintre animalier Eugène Verboeckhoven (1798-1881). Il réside au 56 rue des Pierres à Bruxelles en 1856. Il vit à Beauvais, où il rencontre Clémentine George, couturière dont les parents installés à Paris donneront leur consentement au mariage de leur fille avec Charles Ferdinand le 21 juin 1858.
Le jeune couple change d'adresse fréquemment. Le 19 mars 1870, ils habitent au 49 rue Capouillet à Saint-Gilles. De sa femme, on ne retrouve pas la trace jusqu'à sa mort à Paris en 1905. Il vient s'installer à Barbizon à l'automne de 1872 dans l'atelier de Narcisse Diaz de la Peña (1807-1876). C'est à partir de ce moment qu'il prend le pseudonyme de « Ceramano ».
D'autres peintre belges l'ont précédé à Barbizon comme Gustave de Jonghe et Camille Van Camp, reçus à l'auberge Ganne, ou Alfred de Knyff, élève de Théodore Rousseau. On y vit aussi Adriaan Joseph Heymans, Joseph Coosemans, François Lamorinière et Victor Papeleu.
À Barbizon, il peint des animaux et des paysages, puis compose des scènes pastorales avec moutons et bergeries. Son travail est influencé par celui de Charles Jacque, qu'il admire.
Sa première participation au Salon sera un succès. Il y vend sa toile Lisière de forêt à un amateur d'art de Chicago. Joseph Bula, courtier d'art, le fait connaître aux États-Unis où il remporte un grand succès.
Il achète en 1878 une petite maison qu'il baptise « Vertefeuille » dans la Grande rue de Barbizon. Au recensement de la population de 1881, il vit avec Marie Jeanne Rosalie Van Eeckhout, la sœur de son témoin à son premier mariage, ainsi qu'un garçon et une fille. En 1885, son adresse à Paris est au no 126 rue La Fayette.
Il s'installe vers 1888 dans les Vaux de Cernay, à une vingtaine de kilomètres au sud de Versailles. Son ami le peintre Léon Germain Pelouse y a un studio mis à sa disposition par la famille Rothschild. Il y peint de nombreux tableaux. Il habite près de l'hôtel des Cascades (maison Léopold) et rend des visites à la ferme Cottin.
Ceramano revient en 1896 à Barbizon. 
Un article paru dans L'Événement du 2 novembre 1891 le décrit ainsi : « La tête d'un Dieu le Père peint par Rembrandt, le contraste de son visage de couleurs vives avec ses longs cheveux bouclés neige blanc et sa barbe qui brille dans la soleil. »
Le 1er octobre 1905, son épouse dont il vivait séparé depuis longtemps meurt en son domicile du 13 rue Philippe-de-Girard à Paris. Le 9 juin 1906, âgé de 75 ans, il épouse sa compagne Jeanne Rosalie Van Eeckhout, âgée de 63 ans, avec qui il vivait depuis plus de trente ans. Il donne pension à Henri Pontoy (1888-1968), un jeune peintre venant de Reims, ainsi qu'à une femme de ménage. 
Il meurt le 22 avril 1909 à Barbizon,. Son épouse meurt le 26 février 1913 dans la villa Stelle au 16 avenue de Borriglione à Nice. Elle est inhumée avec lui à Barbizon.

## Galerie

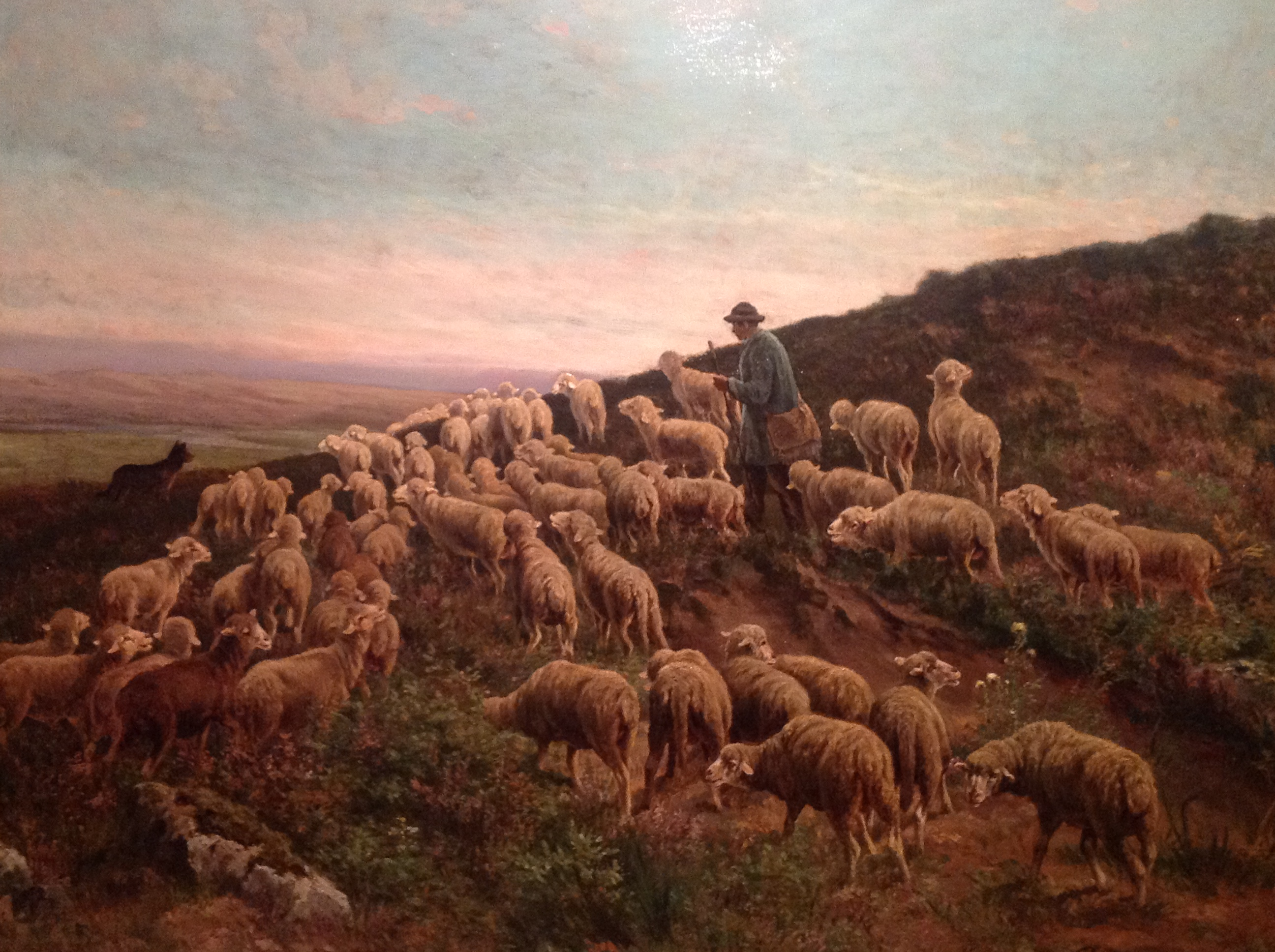
Berger et son troupeau sur la colline, huile sur toile, signée en bas à droite,, collection privée

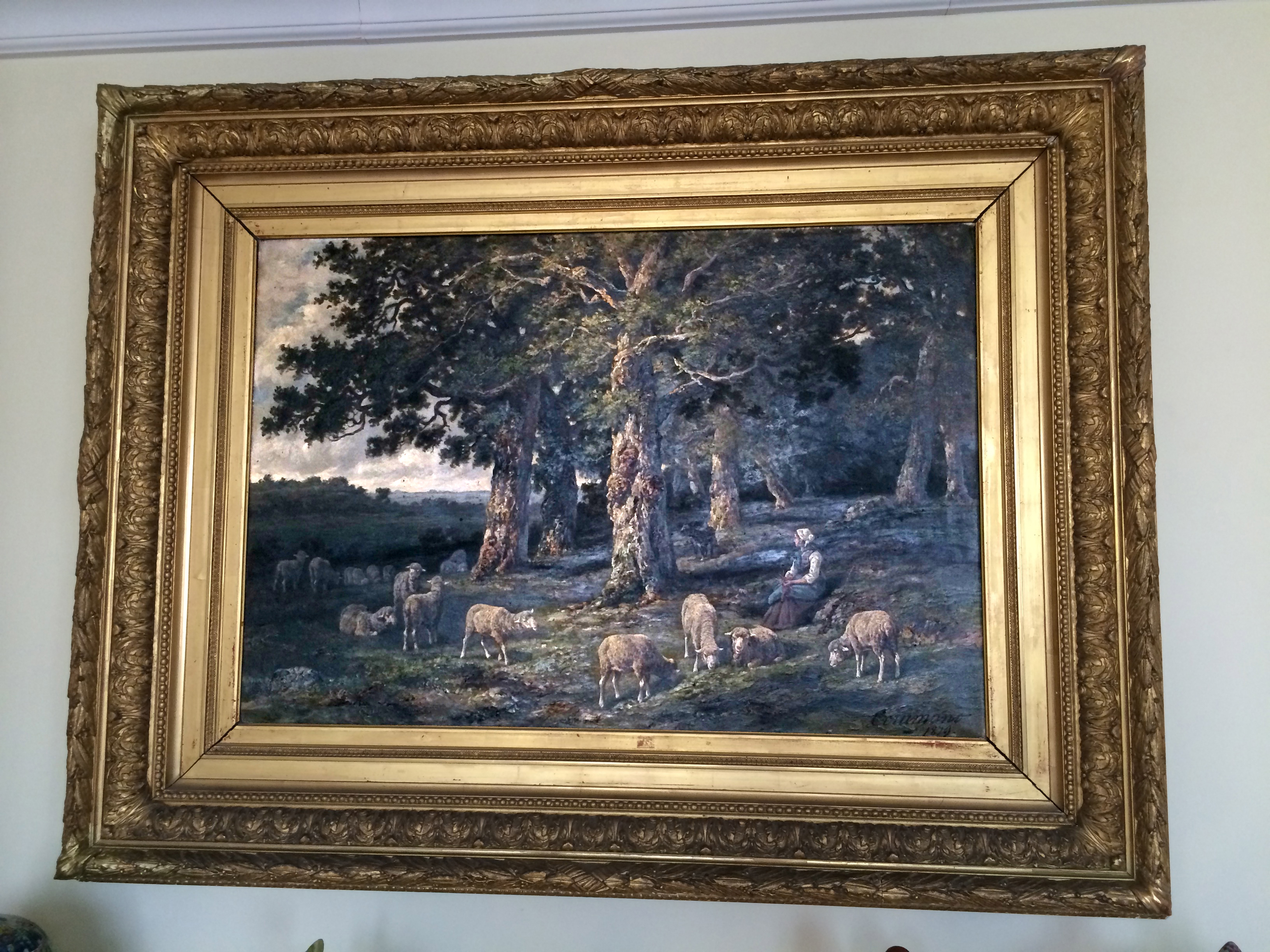
La Bergère et ses moutons en forêt, huile sur toile, signée en bas à droite et datée 1879,, collection privée

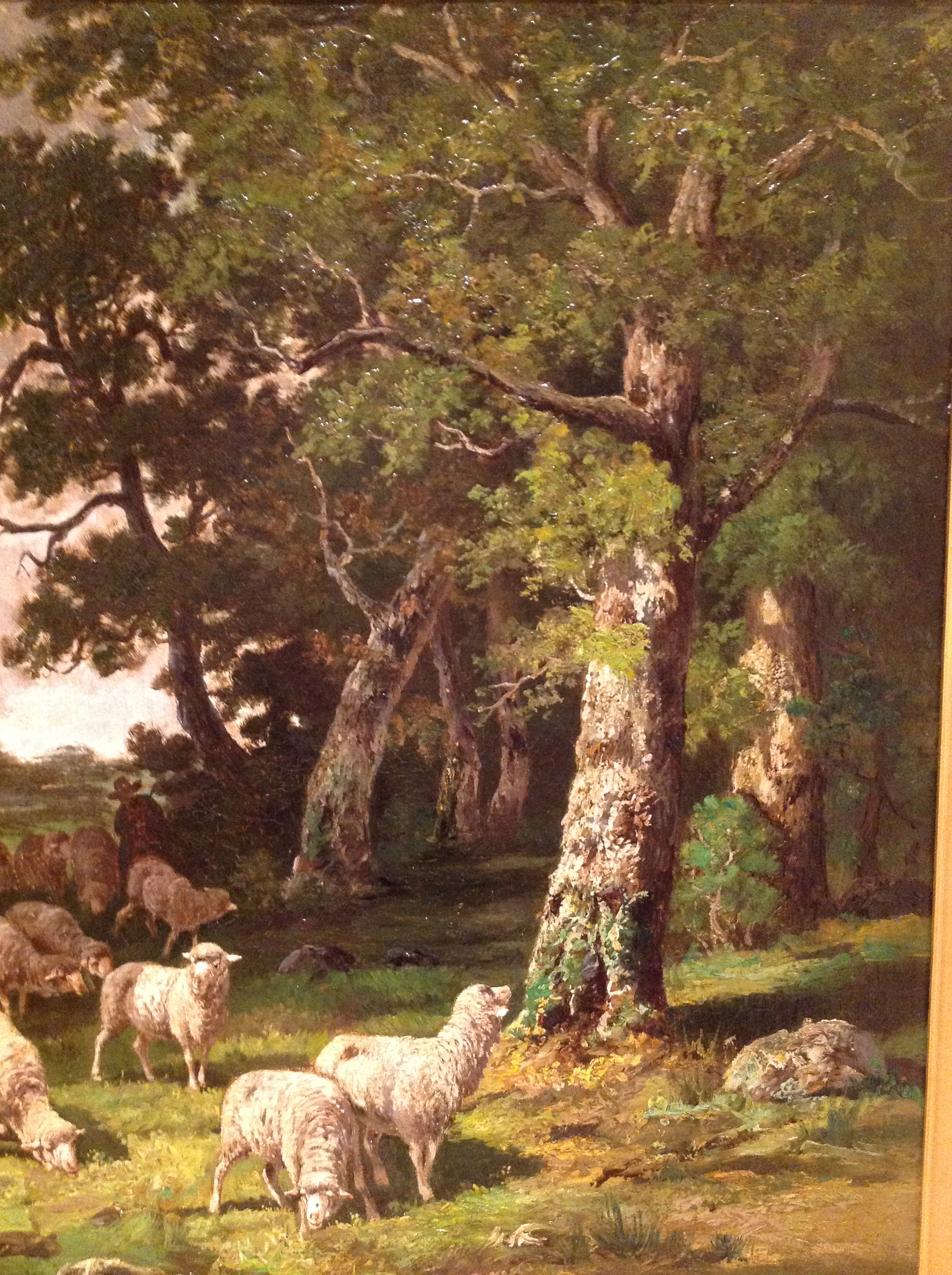
Berger et son troupeau, huile sur toile, signée en bas à droite,, collection privée

## Collections publiques

### France
- Barbizon, maison-atelier Jean-François Millet.
- Musée d'art de Toulon, Le Charlemagne au mont Ussy, forêt de Fontainebleau[4].

### Belgique
- Musée des beaux-arts de Tournai.

### Brésil
- Juiz de Fora (Brésil), musée Mariano Procópio, Troupeau de moutons dans une forêt.

### États-Unis
- Art Institute of Chicago.

### Japon
- Musée départemental d'art de Yamanashi.

### Royaume-Uni
- Atkinson Art Gallery (en), Southport, Moutons[5].

### Suisse
- Musée cantonal des beaux-arts de Lausanne.

## Salons
À Paris
- 1875 : Lisière de la forêt
- 1878 : Garde à vous, Cour de ferme à Chailly

Salon d'Anvers
- 1876 : Mouton fuyant dans le bois à travers l'orage
- 1879 : Garde à vous, Cour de ferme à Chailly

## Expositions
- 1876, exposition de Barbizon, Nouvelle Auberge de Siron, Hostellerie du Bas-Bréau : Mouton fuyant dans le bois à travers l'orage
- 27e exposition d'Amiens de 1885 : Bélier mérinos et brebis, Un chemin dans les Vaux de Cernay
- 1893, exposition à Bordeaux
- 1897, exposition dans une galerie du boulevard Saint-Germain à Paris

## Élèves
- Henri Pontoy (1888-1968)